# Dioxán-tetraketon
A dioxán-tetraketon (vagy 1,4-dioxaciklohexán-2,3,5,6-tetraon) szénből és oxigénből álló vegyület, azaz a szén egyik oxidja.
Elméletileg kétféleképpen is származtatható. Egyrészt tekinthető az 1,4-dioxán négyszeres ketonjának, másrészt a csak elméletileg létező oxálsav-anhidrid dimerjének.
A dioxán-tetraketon éterben és kloroformban oldva −30 °C alatt stabil. 0 °C-ra melegítve szén-monoxid és szén-dioxid 1:1 arányú keverékére bomlik.
A vegyületet először Paolo Strazzolini állította elő másokkal együtt 1998-ban. Oxalil-kloridot (COCl)2 vagy -bromidot (COBr)2 ezüst-oxaláttal (Ag2C2O4) reagáltatott dietil-éterben −15 °C-on, majd az oldatot alacsony hőmérsékleten és nyomáson bepárolta.

## Fordítás
Ez a szócikk részben vagy egészben  a   Dioxane tetraketone című angol Wikipédia-szócikk fordításán alapul.  Az eredeti cikk szerkesztőit annak laptörténete sorolja fel. Ez a jelzés csupán a megfogalmazás eredetét és a szerzői jogokat jelzi, nem szolgál a cikkben szereplő információk forrásmegjelöléseként.